# Praktica super TL

Praktica super TL mit Standard-Objektiv Meyer Görlitz Domiplan 1:2,8/50 mm

Die Pentacon Praktica super TL ist eine einäugige Spiegelreflexkamera für das Kleinbildformat, hergestellt von der in Dresden ansässigen Firma Pentacon, die damals noch unter Kombinat VEB Pentacon Dresden firmierte. Die Kamera stellt darin sozusagen die „Mittelklasse“ dar und ist Vorgänger der Praktica super TL2 und der gesamten LTL-Baureihe. Hergestellt wurde sie von 1968 bis ca. 1976. 

## Ausstattung
- TTL-Belichtungsmessung
- horizontaler Tuchschlitzverschluss mit Belichtungszeiten zwischen 1/500 und 1 Sekunde, zusätzliche Einstellung für Bulb (Langzeitbelichtung und Blitzlicht)
- Objektivanschluss: M42x1 Gewinde
- Filmempfindlichkeit einstellbar von ASA 8 bis ASA 1600
- Sucher: Pentaprisma mit Fresnel-Mattscheibe, in der Suchermitte ist zusätzlich ein Mikroprismenring angeordnet.
- Anzeige der Belichtungsmessung über Zeigerinstrument rechts im Sucher
- vom Auslöser getrennte Abblend- und Messtaste
- Blitzlicht-Geräte können an zwei verschiedene Kontakte (langbrennende Blitzbirnen/Elektronikblitz) angeschlossen werden, die Synchronzeit liegt bei 1/40 s.
- Auslösesperre mit Anzeige im Sucher
- Spannungsversorgung für die Belichtungsmessung: Knopfzelle 625 bzw. PX13 (Quecksilberbatterie) in der Gehäuseunterseite. Die Praktica Super TL hat bereits eine Brückenschaltung für die Belichtungsmessung. Weil die Originalknopfzellen in Quecksilber-Ausführung nicht mehr verkauft werden dürfen, kann man auch Zink-Luft-Batterien einsetzen, die die richtige Spannung liefern, aber nach der Inbetriebnahme kurzlebig sind.
- Bildzählwerk auf der Geräteoberseite (setzt sich bei Öffnen der Rückwand automatisch zurück)
- genoppter Kamerabezug
- Anschluss am Sucher zur Anbringung von Okularzubehör
- alle Praktica – Spiegelreflexkameras mit dem Buchstaben „L“ in der Typenbezeichnung – ab der Super TL einschließlich – haben die Brückenschaltung zur Kompensation von Spannungsunterschieden, das heißt, man kann unterschiedliche Batterien verwenden.

Die Kamera wurde in der Regel zusammen mit einem der folgenden 50-mm-Objektive verkauft:
Meyer Görlitz Domiplan 2,8/50, Meyer Görlitz Oreston 1,8/50, Pentacon auto 1,8/50, Carl Zeiss Tessar 2,8/50 bzw. Jena T 2,8/50